# 砂沙美☆魔法少女クラブ
『砂沙美☆魔法少女クラブ』（ささみ まほうしょうじょクラブ）は、日本のテレビアニメ、およびM田あきまさによる漫画作品。

## 概要
タイトルの通り魔法少女アニメ。WOWOWで2006年4月13日から放送された。同年10月5日からは第2期『砂沙美☆魔法少女クラブ シーズン2』が放送され、それにともない第1期は『砂沙美☆魔法少女クラブ シーズン1』と区別して呼ばれており、物語的には日常生活での単発エピソードが主体のシーズン1は「スクールデイズ編」、魔女の世界での連続したエピソードでストーリーの展開を見せるシーズン2は「ウィッチランド編」とされている。WOWOWに出資している日テレが製作に加わっており、10月3日からは日テレでもシーズン1、シーズン2が放送された。2007年1月12日からアニマックスでもシーズン1が放送。またシーズン1放送に先立ちM田あきまさによるコミック版が『月刊ドラゴンエイジ』（角川書店）2006年1月号から2006年5月号まで連載された。
制作会社であるAICなどの公式アナウンスでは『天地無用!』の登場キャラクターである砂沙美を主人公としたスピンオフ作品とされるが、設定・世界観などはまったく別物のスター・システム作品となっており、担当する声優も変更されている。また本作と同じ『天地無用!』のスピンオフ作品であるテレビ版『魔法少女プリティサミー』のオリジナルキャラクターである「美紗緒」「銀次」「ほのか」らも登場するが、銀次とほのかは名前を受け継いでいるだけであり、容姿はもちろん性格や役割なども大幅に変更されている。
子供キャラクターのほとんどに実際の子役を配している。
おおまかの設定はごく普通の魔法少女ものになっているが、実際の作品では、以下のように若干大人向けのテイストが味付けされている。
- 魔法少女達には専用の衣装が用意されてはいるが、その衣装の目的はあくまでも少女達の魔力を抑止・抑制する為の拘束具であり、魔法少女もの恒例の変身シーンなどの演出はなされず（普通に着替える）、魔女の世界が舞台となる物語後半では完全に私服のみで進行する。
- 攻撃魔法が乱れ飛ぶような派手なバトル演出には主眼を置かれておらず、戦いの勝敗で事態が転化するような場面がほぼ存在しない。
- 既に部分的に魔女と人間がひとつの世界に共存しており、実際の事件「魔女狩り」について多少扱われている。
- 魔女の世界の平和の代償にある人物が生け贄のようにされている。
- 人間を蔑視しているメインキャラのひとりの魔女が最後まで改心しないままである。

## あらすじ
砂沙美は、魔法が使えるいわゆる魔法少女だが、父親との約束でそのことは隠している。ある日、砂沙美は、転校生で未だクラスに馴染めない美紗緒を料理クラブに誘うのだが、ひょんなことから、異空間へと飛ばされてしまう。そこで、美紗緒の過去が映し出された。彼女は、前の学校で魔法が使えることから虐められていたのだ。それを見た砂沙美は、父親との約束を破り、彼女の前で魔法を使って見せた。

## キャラクター

### 魔法少女
岩倉 砂沙美（いわくら ささみ）
声 - 小川真奈
誕生日：9月6日 O型 144cm 伊佐奈小学校5年2組
本作の主人公。生まれつき物に一時的に命を与え動かす魔法を使えるが、両親との約束で秘密にしている。元々物を動かす魔法は魔法少女なら誰でも使えるようになる程度のものであり、本来の特性として闇を打ち消す光の魔法の才能を内に秘めている。魔法の力は好きで、人前で魔法を自由に使えないことは残念だと思っていたが、反面人を傷つけるための攻撃魔法の練習は本質的に嫌っており、そのため物語中盤ではひとり魔法の成長が伸び悩む。
誰からも好かれる明るい性格で、何事にも一生懸命。良くも悪くも実直で人の話を聞かない一面がある。運動神経は決して悪くはないが、運動会や競争といった肝心な場面では緊張して走るのが遅くなる。手先は器用とはいえないが、料理の腕は超一流で、和洋様々なメニューから怪しげな創作料理まで何でもそつなくこなす。魔女の世界で出会ったアミターヴのことが好きだが、それが恋愛感情であると自覚していない。
篠原 美紗緒（しのはら みさお）
声 - 志村比芽子
誕生日：6月12日 A型 152cm 5年2組
虫や外套の状態で具現化する闇の魔法を使う。当初は魔法の力を嫌っておりコントロールもままならなかったが、魔女の世界での出来事を経て次第に魔法に傾倒していくようになると同時に、その飛び抜けた才能を開花させてゆく。
内向的な性格で、進級前に転校してきたもののクラスには馴染めていない。転校前の学校で、魔法のせいでいじめられていたことがトラウマとなり人を避けていたが、砂沙美との出会いで自分を変えようとする。いつも明るく皆の中心にいる砂沙美に憧れる一方、コンプレックスを感じてもいて後にそれを巫女長に利用され、砂沙美たちと敵対することになる。クラスメイトの猿田の事が好きだが、その想いを伝えられずにいる。猿田が砂沙美に好意を持っているのにも気づいており、それもコンプレックスの一つとなっている。
手先が器用で、バザーではアクセサリー作りに意外な才能を発揮する。
穂積 真琴（ほづみ まこと）
声 - 波多野桃子
誕生日：3月11日 B型 137cm 5年3組
重力操作の魔法の適性があり、巨大化や縮小化ができる。
一人称はマコで、自称美少女。ミーハーで強引な性格で、身長が低いことを気にしており、給食の牛乳を大量に飲んでいる。そのため腹を壊しやすく、トイレの一室を半ば私有化している。良くも悪くも自己中心的な現代っ子で、物事をハッキリ言う性格のため砂沙美や杏莉とよく衝突する。
恋愛にも興味旺盛で、魔法少女集会では他の参加者の少年達とメールアドレスの交換をするなどの積極性を見せる。
高峰 司（たかみね つかさ）
声 - 川上早春
誕生日：5月4日 A型 157cm 5年1組
風を操る魔法を使う。父親からは魔法の使用を禁じられているが、司自身は魔法を亡くなった母親との絆と考えており、その使用に抵抗がない。そのため5人の中では一番魔法を使いこなしており上達も早い。
父子家庭だが資産家の裕福な箱入り娘で、溺愛されるあまり学校を長期休学していた。無口で感情の変化をあまり見せないが、根は相当な変わり者で、唐突に時代劇口調で喋る等の突拍子もない言動に出ることが多い。次回予告ではほぼ本編内容と関係のない見当違いの発言を繰り返す。好物は厚揚げ。
美杉 杏莉（みすぎ あんり）
声 - 船山真凛
誕生日：11月1日 AB型 140cm 6年1組
唯一の6年生。言霊を操る魔法が使え、手帳に書いた文字を物理的に実体化させる事が出来る。後には「爆発」「ランプ」といった書き文字から様々な効果を発揮させられるようになる。
一人称・あだ名はアンアン。高飛車で執念深い性格だが、男子に人気があり、クラスメイトの取り巻きがいる。上級生ではあるが特にリーダーシップを取ったり下級生4人を仕切るようなことはなく、クールな司に熱を上げており｢司様｣と呼び慕う一方で、真琴とは同レベルの張り合いを繰り返す。また文字通りの石頭で、時として自ら攻撃手段として頭突きを繰り出す。
実生活では三つ子の弟達の面倒を見るなど、実は大家族で決して裕福ではない生活をしており、自宅は平屋で自分の部屋もない。そのため、赤ん坊をあやすといった家事に意外な能力を発揮する。また奨学生としての進学を目指す努力家でもある。

### 家族・友人
小塚 鷲羽（こづか わしゅう）
声 - 平松晶子
新学期初日に赴任してきた保健の先生で、料理クラブ（魔法少女クラブ）顧問。「語り部」と呼ばれる魔女の世界からの特使で、基本的に魔法の力は使えない。
破天荒でものぐさ。魔女の幹部達の意向には懐疑的であり、素行不良で不熱心だが、魔法少女たちのことは真剣に気にかけており、やる時はやる大人。
人間に失望した末に魔女の世界に迷い込み、「語り部」として迎えられたという過去を持つ。
大門（だいもん）
声 - 鈴木正和
学校で生活している用務員で、鷲羽と同じく「語り部」。やはり魔法は使えない。
人が良く、上司であるにもかかわらず部下の鷲羽にいいように扱き使われている。砂沙美や美紗緒とは以前から親しくしており、魔法少女クラブのメンバーと接する際も常に丁寧語で「～さん」付けで話す。岩倉銀次の絵本のファン。
魎皇鬼（りょうおうき）
声 - 小暮英麻
ウサギに似た不思議な生き物で、体型を変化させる程度の変身能力がある他、魔女の世界への門を開く力を持っている。
鷲羽のペットだが乱暴に扱われているため鷲羽を恐れており、砂沙美の家に居着いている。
岩倉 銀次（いわくら ぎんじ）
声 - 浜田賢二
砂沙美の父で絵本作家。娘を偏愛しているが、魔法に対しては否定的で砂沙美がみだりに魔法を使うことを禁じている。
実は鷲羽達にとっては先輩に当たる「語り部」であり、魔法の力や魔女の世界に興味を持つ娘のことを案じていた。若い頃は「魔女の大釜」の監視役を務めており、その影響で「語り部」であるにもかかわらず簡単な魔法なら使用できるような魔力を身につけている。そしてその事がきっかけで後に砂沙美達の身にとある事が原因で危機が迫った時、彼のおかげで事態解決の糸口が掴めている。
砂沙美の寝言から魔女の世界の異変を察知し、家族には「取材旅行」と称して行き先を告げず、単身魔女の世界へ乗り込む。
岩倉 ほのか（いわくら ほのか）
声 - 浅野るり
砂沙美の母。天然ボケ気味であり、しっかり者の娘に頼るあまり家事能力は今ひとつ。
魔女や魔法のことは知ってはいるものの、元々が一般人であるため銀次や砂沙美に対しては口出しせず見守る立場。
猿田 寿彦（さるた としひこ）
声 - 西墻由香
あだ名はモンタ。砂沙美の同級生でよくちょっかいを出してくるが、実は砂沙美のことが好き。家業の酒屋の配達を度々手伝わされている。
裏表のない性格で、クラスで孤立していた美紗緒にも分け隔て無く接していたことから美紗緒に想いを寄せられている。魔法や超能力などの得体の知れない現象は苦手だが、砂沙美達の前ではやせ我慢を通す男気を見せる。
松原 梢（まつばら こずえ）
声 - 柳愛美
進級する前からの砂沙美の友達で、背が高い。少々棘のある性格をしているが、根は素直。
宮沢 千晶（みやざわ ちあき）
声 - 松崎夏希
進級する前からの砂沙美の友達で、眼鏡をかけている。ませた言動が多い。
美星（みほし）先生
声 - 氷青
砂沙美達5年2組の担任教師。スカートを履かずに登校したり、ダイエット広告をテスト問題と間違えてコピーし配布するなど非常に粗忽者。
殿部（とのべ）先生
声 - 川田紳司
5年1組・司の担任。あだ名はとのべー。多少時代錯誤的な熱血教師で生徒想いだが、思い込みが激しく押しが強いので生徒達には迷惑がられている。
真琴の成績低下を嘆く待横先生の悩みを聞いたことから活動実績の見えない料理クラブに疑問を持ち、顧問の鷲羽の料理の腕を試験した上で学校を辞任させようとするが、鷲羽との別れを悲しむ砂沙美達の姿を見て改心。人望ある先生として逆に尊敬するようになり、何かと用を見つけては保健室に通うほどの熱を上げるようになる。
待横（まちよこ）先生
声 - 高森奈緒
5年3組・真琴の担任。新任教師だが泣き虫で被害妄想が強い。問題児の真琴にいつも手を焼かされている。
南方 浅海（みなかた あさみ）
声 - 吉田真弓
砂沙美達が公園で魔法の練習をしているところを目撃したことから、弟子入りしようとつけ回すようになる少女。特に司を尊敬している。
両親を亡くしており祖父と二人暮しで、そのため死者を（ゾンビとしてだが）生き返らせる絵本の魔女に憧れている。両親にプレゼントされたウサギのぬいぐるみを常に持ち歩いている。
司の父
声 - 最上嗣生
一見強面で厳格そうだが、早くに妻を亡くした反動からか娘には非常に甘く、過保護と言えるほど溺愛している。
職業は不明だが、高級な外車で娘を登下校させ、豪邸には家政婦を雇っており番犬として三匹のドーベルマンを飼育している事から、相当な収入があるようである。
ある出来事から、彼が自分の妻や娘と同じ能力を持つ者達と会ったのは砂沙美達が初めてであった事が示唆された。

### 魔女の世界
衣斗紀（いとき）
声 - 門脇舞以
魔女の世界の巫女の一人で、大量の水を操り、巨大な水龍を作り出すことが出来る魔女。大門に熱烈に求愛している。
鷲羽には毛嫌いされており、出会い頭に嫌味を言い合うような腐れ縁と言える間柄。
アミターヴ
声 - 斎賀みつき
魔女の世界で砂沙美が出会った不思議な少年。3つの名前を持っているが、一つは名乗るには長く、一つはそう呼ばれることを嫌っているので、残り一つの名前であるアミターヴを名乗っている。砂沙美には「アミちゃん」と呼ばれる。
その正体はケウラの夢が作り出した存在。神秘的だが無邪気で世間知らずなところがあり、砂沙美にとっては初恋の人だが、誕生の経緯から銀次に懐いている。
ケウラ
声 - 斎賀みつき
アミターヴの本体で、魔女たちの邪念を閉じ込める「魔女の大釜」として犠牲となり封印されている。長い年月に渡り邪念を浴び続けてきたため、性格は闇そのもの。しかし銀次に対してだけは心を開いており、砂沙美達がとある強敵と闘った時、その事がきっかけとなって結果砂沙美達を窮地から救う事となった。
巫女長
声 - 小林希唯
魔女の世界の巫女達を束ねる長。
一見して穏やかで清廉な人物だが、裏では魔女が中心となり人間の世界を（破壊してでも）再生させなければならないという妄執に囚われている。
生命力の衰えた幹部たちを甦らせるため、魔女には使えない「光の魔法」の素質がある砂沙美の力を必要とし、言葉巧みに美紗緒を利用して砂沙美を手中に収めようとする。
人間界に現れた時は、街中で小動物と戯れるような清楚な姿で登場するが、喫茶店で好きなものを頼むよう薦めておきながら会計を済ませず先に帰ってしまうような天然とも計算ともつかない一面を見せる。美紗緒や「きらめき組」に対しても駒の一つとしか考えていない様子も見せ、砂沙美を捕らえようとする。
幹部たちが生命力を衰えさせてしまった理由、そしてそれを知った砂沙美達により幹部たちが再び生命力を取り戻しそれに伴って彼女も前述のような妄執を棄てると思われた。
木島 綾音（きじま あやね）
声 - 小林ゆう
魔法少女達のエリート集団である「きらめき組」のリーダーで、中性的な容姿。手に持った物を魔法道具に変化させて自在に操る能力を持っている。巫女長に心酔しており、魔法少女達の頂点である「アカツキの乙女」になることが目標で、魔法少女同士の試合では美紗緒に負けるまで69戦無敗を誇った。
美紗緒にとっては憧れの先輩であり、そんな美紗緒に綾音も共感し好意的な態度を見せる。
梅津 園子（うめづ そのこ）
声 - 加藤英美里
「きらめき組」のメンバーで、赤毛のポニーテール少女。言霊を操る魔法に適性があるようで、劇中では言霊返しの魔法を使用する。
田崎 ちな子（たざき ちなこ）
声 - 仙台エリ
「きらめき組」のメンバーで、眼鏡をかけた少女。攻撃魔法が猫の形をしている。
人間の世界で「フトモモ」という名前の猫を飼っている。
森 詠美（もり えいみ）
声 - 大沢千秋
「きらめき組」のメンバー。重力操作の魔法に適性があるようで、巨大化・縮小化の魔法が使える。
相川 悠里（あいかわ ゆうり）
声 - 椿理沙
「きらめき組」のメンバー。風の魔法を操る。
「きらめき組」の5人は皆人間の世界を捨てて魔女の世界に住んでいる魔法少女で、最終話で人間の世界に戻った際に同一の中学もしくは高校の生徒であるような描写が見られる。

## スタッフ
- 原作 - AIC、BeSTACK[1]
- 監督 - 高本宣弘[1]
- シリーズ構成 - 岡田麿里[1]
- キャラクターデザイン・総作画監督 - 原将治[1]
- 美術監督 - 春日礼児[1]
- 色彩設計 - 友野亜紀子[1]
- コンポジットディレクター（撮影監督） - 中島秀剛[1]
- 音楽 - 多田彰文[1]
- 音響監督 - 小林克良
- プロデューサー - 中谷敏夫、植田泰生
- アニメーション制作 - AICスピリッツ[1]
- 製作 - 砂沙美製作委員会（日本テレビ、D.N.ドリームパートナーズ、VAP）

## 主題歌
日本テレビ放送版では、オープニングが15秒に、エンディングも55秒に短縮された（WOWOW放送版ではいずれも90秒）。また次回予告もカットされ、CMも関連商品などのものは一切使われなかった。これらはシーズン2でも同様である。オープニング映像もシーズン1とシーズン2とでは異なっている

### オープニングテーマ
「Sweet MAGIC」
作詞・作曲 - 高井ウララ / 編曲 - 酒井ミキオ / 歌 - Magical Sweets

### エンディングテーマ
「キラキラデイズ」（シーズン1）
作詞 - 大貫麻里子 / 作曲 - Naoya Akimoto、Tsutomu Yamasaki / 編曲 - 秋元直也 / 歌 - Magical Sweets
「夕焼けのソリチュード」（シーズン2）
作詞 - 高井ウララ / 作曲 - Naoya Akimoto、Tsutomu Yamasaki / 編曲 - 秋元直也 / 歌 - Magical Sweets

## 各話リスト
シーズン1
日本テレビでの放送時は、「さよなら鷲羽先生」「魔法少女の弟子」がカットされたため、全11話である。話数はローマ数字表記された（I - XI）。
シーズン2
日本テレビでの放送時は、シーズン2という表記はアイキャッチを除いてされず、話数もシーズン1から通算された（XII - XXIV）。よって全24話という扱いになっている。
| 話数      | サブタイトル             | 脚本      | 絵コンテ     | 演出         | 作画監督                     | 放送日         |
| シーズン1 | シーズン1                | シーズン1 | シーズン1    | シーズン1    | シーズン1                    | シーズン1      |
| --------- | ------------------------ | --------- | ------------ | ------------ | ---------------------------- | -------------- |
| 1         | 砂沙美と美紗緒           | 岡田麿里  | 高本宣弘     | 高本宣弘     | 河野悦隆                     | 2006年 4月13日 |
| 2         | 星に願いを…              | 岡田麿里  | 小林孝嗣     | 日比哲也     | 氏家嘉宏                     | 4月20日        |
| 3         | はじめての一番           | 岡田麿里  | 石踊宏       | 石踊宏       | 向山祐治 藤田正幸            | 4月27日        |
| 4         | 恐怖のアンアン手帳       | 岡田麿里  | えがみきよし | えがみきよし | 柳瀬譲二                     | 5月11日        |
| 5         | トンネルぬけたら         | 岡田麿里  | 岩田義彦     | 及川啓       | 坂田理                       | 5月18日        |
| 6         | 星空ダンス               | 岡田麿里  | 殿勝秀樹     | 西村大樹     | 小暮昌広                     | 5月25日        |
| 7         | 夜空の手紙               | 岡田麿里  | 小林孝嗣     | 友田政晴     | 氏家嘉弘 北村友幸            | 6月1日         |
| 8         | なかよしの指輪           | 岡田麿里  | 駒井一也     | 吉川浩司     | 小島彰                       | 6月8日         |
| 9         | さよなら鷲羽先生         | 岡田麿里  | 政木伸一     | 石踊宏       | 藤田正幸                     | 6月15日        |
| 10        | 魔法少女の弟子           | 岡田麿里  | えがみきよし | えがみきよし | 平林孝 南伸一郎              | 6月22日        |
| 11        | みんな一緒               | 岡田麿里  | 岡嶋国敏     | 阿野栄太郎   | 吉田秀之                     | 6月29日        |
| 12        | 魔法少女大会・ざわざわ編 | 岡田麿里  | 吉川浩司     | 吉川浩司     | 松岡秀明                     | 7月6日         |
| 13        | 魔法少女大会・きらきら編 | 岡田麿里  | 及川啓       | 及川啓       | 坂田理                       | 7月13日        |
| シーズン2 |                          |           |              |              |                              |                |
| 1         | 選ばれし少女達           | 岡田麿里  | 石踊宏       | 石踊宏       | 藤田正幸                     | 2006年 10月3日 |
| 2         | 魔女の大釜               | 岡田麿里  | えがみきよし | えがみきよし | 南伸一郎                     | 10月10日       |
| 3         | 初恋の人                 | 岡田麿里  | 岡嶋国敏     | 阿野栄太郎   | 吉田秀之                     | 10月17日       |
| 4         | 夏のおわりに             | 樋口達人  | わだへいさく | わだへいさく | 武本大介                     | 10月24日       |
| 5         | 想いを重ねて             | 樋口達人  | 古川順康     | 久城りおん   | 木村貴宏                     | 10月31日       |
| 6         | 魔女の誘い               | 花田十輝  | 石踊宏       | 石踊宏       | 藤田正幸                     | 11月7日        |
| 7         | アカツキの乙女           | 岡田麿里  | えがみきよし | えがみきよし | 南伸一郎                     | 11月14日       |
| 8         | 再会、そして             | 樋口達人  | 岡嶋国敏     | 岡嶋国敏     | 吉田秀之                     | 11月28日       |
| 9         | 心、闇にそめて           | 花田十輝  | 吉川浩司     | 吉川浩司     | 梶浦紳一郎                   | 12月5日        |
| 10        | 夜が明けたら             | 花田十輝  | 三宅雄一郎   | 山崎茂       | 相坂ナオキ 氏家嘉宏 北村友幸 | 12月12日       |
| 11        | ほほえみに咲く花         | 岡田麿里  | 岡崎幸男     | 神崎ユウジ   | 水川弘理                     | 12月19日       |
| 12        | あたたかな夢             | 岡田麿里  | 石踊宏       | 石踊宏       | 藤田正幸                     | 2007年 1月2日  |
| 13        | アミちゃんの歌           | 岡田麿里  | 高本宣弘     | 高本宣弘     | 原将治 百瀬恵美子            | 1月9日         |

## 放送局
| 放送地域   | 放送局       | 放送期間                       | 備考             |
| シーズン1  | シーズン1    | シーズン1                      | シーズン1        |
| ---------- | ------------ | ------------------------------ | ---------------- |
| 日本全国   | WOWOW        | 2006年4月13日 - 7月14日        | ノンスクランブル |
| 関東広域圏 | 日本テレビ   | 2006年10月3日 - 12月12日       |                  |
| 日本全国   | アニマックス | 2007年1月12日 - 4月6日         |                  |
| 日本全国   | AT-X         | 2015年12月10日 - 2016年3月3日  |                  |
| シーズン2  |              |                                |                  |
| 日本全国   | WOWOW        | 2006年10月5日 - 2007年1月11日  | ノンスクランブル |
| 関東広域圏 | 日本テレビ   | 2006年12月19日 - 2007年3月27日 |                  |
| 日本全国   | アニマックス | 2007年10月23日 -               |                  |
| 日本全国   | AT-X         | 2016年3月10日 - 6月2日         |                  |

## 関連商品

### DVD
通常版とともに初回限定生産の特典版「てんこ盛りパック」が発売されており、後者は特典付属品としてPVCコースター・スタンドキャラポップ・イラストカード・設定資料集が付属するほか、本編音声が2.0chに加えて5.1chのドルビーデジタルでマルチ収録されている点で通常版と異なる。シーズン2と共通で各3話収録、1巻のみ1話収録で初回生産分てんこ盛り仕様。初回版全巻予約特典で「料理クラブ」のお玉が付属している。
- 砂沙美☆魔法少女クラブ DVD1 （VPBY-12531 / 2006年7月26日発売）
- 砂沙美☆魔法少女クラブ DVD2 （通常版VPBY-12532 てんこ盛りパックVPBY-12545 / 2006年8月23日発売）
- 砂沙美☆魔法少女クラブ DVD3 （通常版VPBY-12533 てんこ盛りパックVPBY-12546 / 2006年9月27日発売）
- 砂沙美☆魔法少女クラブ DVD4 （通常版VPBY-12534 てんこ盛りパックVPBY-12547 / 2006年10月25日発売）
- 砂沙美☆魔法少女クラブ DVD5 （通常版VPBY-12535 てんこ盛りパックVPBY-12548 / 2006年11月22日発売）
- 砂沙美☆魔法少女クラブ シーズン2 DVD1 （VPBY-12536 / 2007年1月24日発売）
- 砂沙美☆魔法少女クラブ シーズン2 DVD2 （通常版VPBY-12537 てんこ盛りパックVPBY-12549 / 2007年2月21日発売）
- 砂沙美☆魔法少女クラブ シーズン2 DVD3 （通常版VPBY-12538 てんこ盛りパックVPBY-12550 / 2007年3月21日発売）
- 砂沙美☆魔法少女クラブ シーズン2 DVD4 （通常版VPBY-12539 てんこ盛りパックVPBY-12551 / 2007年4月25日発売）
- 砂沙美☆魔法少女クラブ シーズン2 DVD5 （通常版VPBY-12540 てんこ盛りパックVPBY-12552 / 2007年5月23日発売）

### CD
全て「VAP」レーベルより発売。
- 砂沙美☆魔法少女クラブ 〜スクールデイズ〜 サウンド & ドラマ （VPCG-84833 / 2006年6月21日発売）
- 砂沙美☆魔法少女クラブ 〜ウィッチランド〜 サウンド & ドラマ （VPCG-84834 / 2006年9月27日発売）

### コミックス
「角川コミックスドラゴンJr.」より発行。
- 『砂沙美☆魔法少女クラブ』 2006年7月1日発売[2] ISBN 4-04-712456-7